# عباس يالس الأول (طراح)
عباس يالس الأول (بالفارسية: عباس‌یالس یک) هي قرية تقع في إيران في قسم طراح الريفي. يقدر عدد سكانها بـ 127 نسمة .